# Maria Riccarda Beauchamp Hambrough
María Riccarda Beauchamp Hambrough (Londres, 10 de septiembre de 1887 - Roma, 26 de junio de 1966), nacida Madaleina Catherine Beauchamp Hambrough fue una religiosa católica, de la Orden del Santísimo Salvador de Santa Brígida, una de las compañeras de Elizabeth Hesselblad y de las restauradoras de la Orden en Suecia.

## Biografía
Madaleina Catherine Beauchamp nació en Londres en el seno de una familia católica. Sus primeros estudios los realizó en el colegio de las hermanas del Sagrado Corazón de Inglaterra. A través del sacerdote Benedetto Williamson conoció a Elizabeth Hesselblad, fundadora de la rama italo-sueca de la Orden del Santísimo Salvador de Santa Brígida. En 1914 ingresó a las brigidanes de Roma, al lado de la fundadora. En 1918 profesa sus votos cambiando su nombre por Maria Riccarda. Desde entonces se convirtió en una de sus más fieles compañeras en sus innumerables asuntos administrativos, en la visita de las nuevas fundaciones y especialmente, en la restauración de la Orden Brigidina en Suecia, país de origen del instituto, luego de la supresión en tiempos de la reforma protestante. En 1923 inaugura la casa de reposo de Estocolmo. Regresó a Roma en 1924, donde vivió por el resto de su vida.
Riccarda es considerada la verdadera protagonista en el crecimiento del instituto. En 1935 inauguró la casa de Vadstena, casa madre de la orden. Junto a la fundadora se presenta ante el papa Pío XII para pedir la aprobación de las Constituciones de 1940. Durante la Segunda Guerra Mundial ayudó a salvar a unos sesenta judíos, de los nazis, ocultándolos en su convento. En 1957 muere Elizabeth Hesselblad y ella le sucede en el cargo de abadesa general (elegida en 1958). Ocupó dicho cargo hasta 1964. Fue durante su gobierno que se inició la causa de Elizabeth Hesselblad. Murió en la casa general de la orden en Roma, el 26 de junio de 1966.

### Proceso de canonización
Las religiosas brigidinas y las personas que trabajaban en su entorno, tenían a la Madre Riccarda Beauchamp como una persona fallecida en olor de santidad, por este motivo se inicia la primera etapa del proceso de canonización en 2009 (proceso informativo), para iniciarse oficialmente la fase diocesana en 2010 en la ciudad de Roma que clausuró el 2 de octubre de 2011. El Papa Francisco aprobó el decreto del reconocimiento de sus virtudes el 27 de enero de 2025, con lo cual es reconocida como venerable sierva de Dios.